# Philobrya sculpturalis
Philobrya sculpturalis is een tweekleppigensoort uit de familie van de Philobryidae. De wetenschappelijke naam van de soort is voor het eerst geldig gepubliceerd in 1956 door Dell.